# فرانسيس كونروي
فرانسيس هاردمان كونروي (بالإنجليزية: Frances Conroy)‏ (13 نوفمبر 1953) ممثلة أمريكية بدأ مشوارها الفني في عام 1978 حصلت على جائزة جولدن جلوب وثلاث جوائز نقابة ممثلي الشاشة.

## روابط خارجية
- فرانسيس كونروي على موقع IMDb (الإنجليزية)
- فرانسيس كونروي على موقع روتن توميتوز (الإنجليزية)
- فرانسيس كونروي على موقع ألو سيني (الفرنسية)
- فرانسيس كونروي على موقع تيرنر كلاسيك موفيز (الإنجليزية)
- فرانسيس كونروي على موقع أول موفي (الإنجليزية)
- فرانسيس كونروي على موقع قاعدة بيانات برودواي على الإنترنت (الإنجليزية)
- فرانسيس كونروي على موقع قاعدة بيانات الأفلام السويدية (السويدية)
- فرانسيس كونروي على موقع إن إن دي بي (الإنجليزية)
- فرانسيس كونروي على موقع قاعدة بيانات الفيلم (الإنجليزية)
- فرانسيس كونروي على موقع كينوبويسك (الروسية)